# 764 Ґеданія
764 Ґеданія (764 Gedania) — астероїд головного поясу, відкритий 26 вересня 1913 року.
Тіссеранів параметр щодо Юпітера — 3,166.